# Drepanoperas
Drepanoperas là một chi bướm đêm thuộc họ Erebidae.